# 歐美大陸
歐美大陸（Euramerica）又名勞俄大陸（Laurussia）、老紅砂岩大陸（Old Red Continent ）是個史前大陸，形成於泥盆紀時期，由勞倫大陸與波羅地大陸碰撞、合併而成（造成加里東造山運動）。

泥盆紀的歐美大陸

在二疊紀，包含歐美大陸在內的各大陸，形成一個超大陸－盤古大陸。在侏儸紀時期，盤古大陸分裂為南北兩個部份，勞亞大陸與岡瓦那大陸。在白堊紀，勞亞大陸分裂為北美洲與歐亞大陸。原本的勞倫西亞大陸成為現在北美洲的主體，而波羅地大陸則是歐亞大陸的一部分。

## 外部連結
- Palaeos Earth: Geography: Euramerica
- Paleogeographic globe of the Devonian Earth